# Мечеть Чакир-Ага
Мечеть Чакир-Ага (тур. Çakır Ağa Camii) — мечеть у центрі міста Едірне, збудована у 1453 році Ускюплю Чакир-агою, чакирджибаши (головним сокольничим) Султана Мехмеда II Фатіха.
Мечеть Чакир-Ага є типовим зразком ранньоосманської архітектури з її квадратним основним приміщенням та мінаретом у північно-східному куті. У стінах мечеті використано грубо обтесаний та бутовий камінь, а в мінареті — цегла та акуратно оброблений тесаний камінь. На фасадах мечеті у два яруси розташовані вікна. Дерев'яний мінбар мечеті, пофарбований у коричневий колір, має багатше оздоблення порівняно з міхрабом. Мечеть розташована у дворі, оточеному з трьох сторін (схід, захід, північ) муром, і має два входи.
Мечеть Чакир-Ага зазнала капітального ремонту в 1859 році. Спочатку мечеть була покрита куполом, але після руйнування в 1905 році її було відновлено з дахом. У 1973 році мечеть також ремонтували, а остання реставрація розпочалася в листопаді 2013 року. Вартість реставрації мечеті склала 463 833 турецьких лір, 75% з яких покрило Агентство розвитку Тракії. Після приблизно 15-місячних реставраційних робіт мечеть була знову відкрита для богослужінь 23 лютого 2015 року.

## Галерея

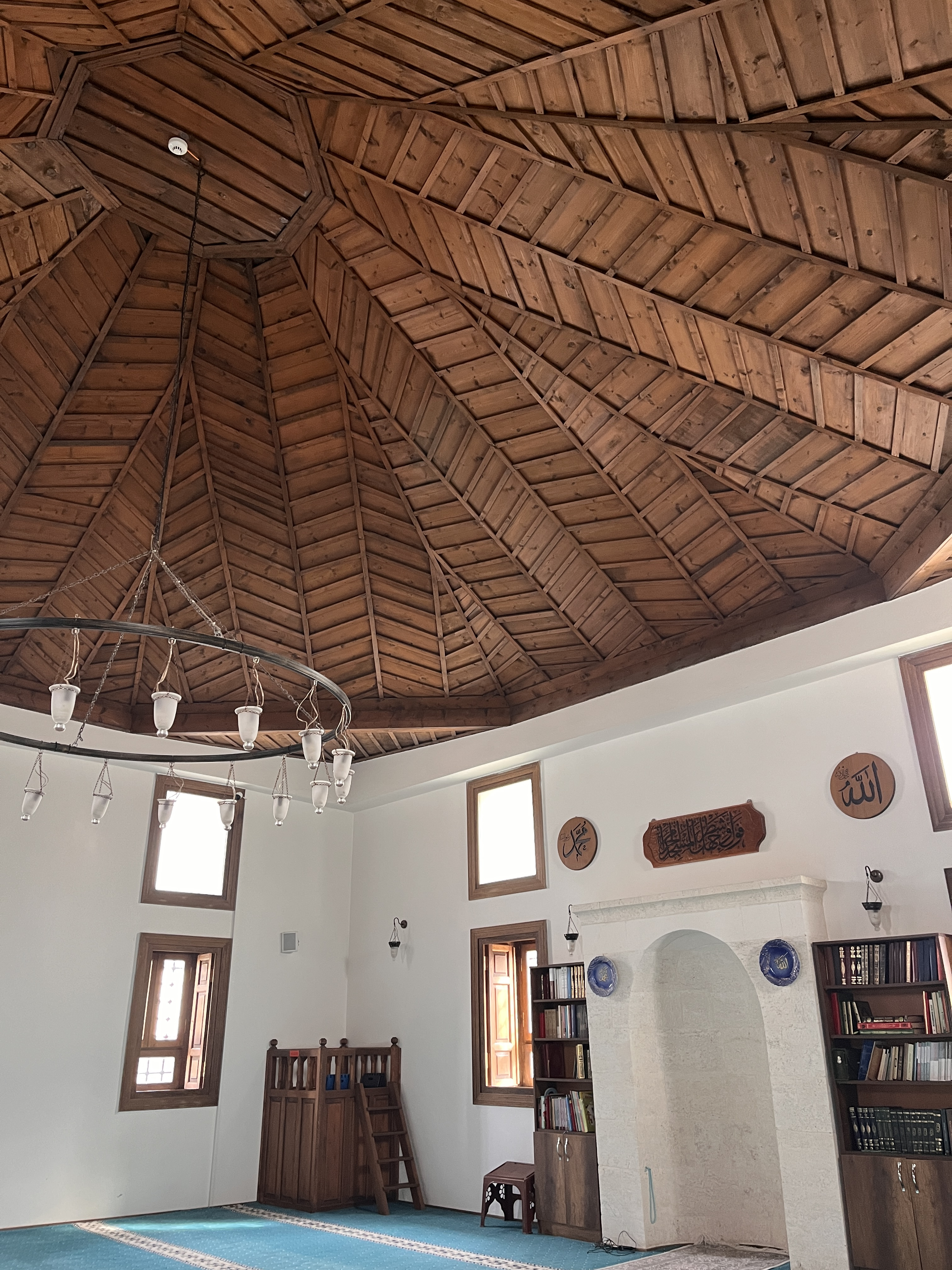
Дерев'яне покриття стелі
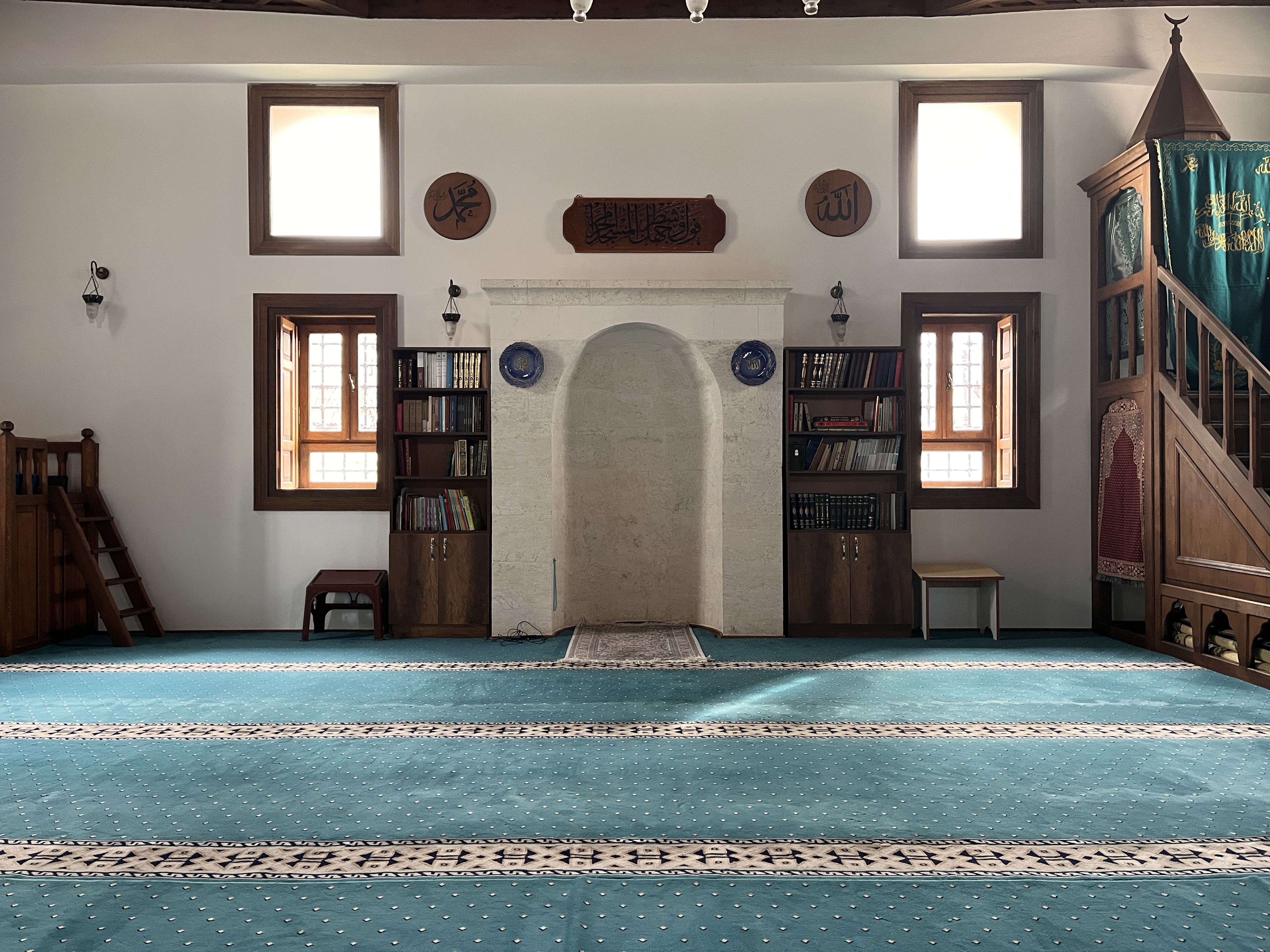
Міхраб
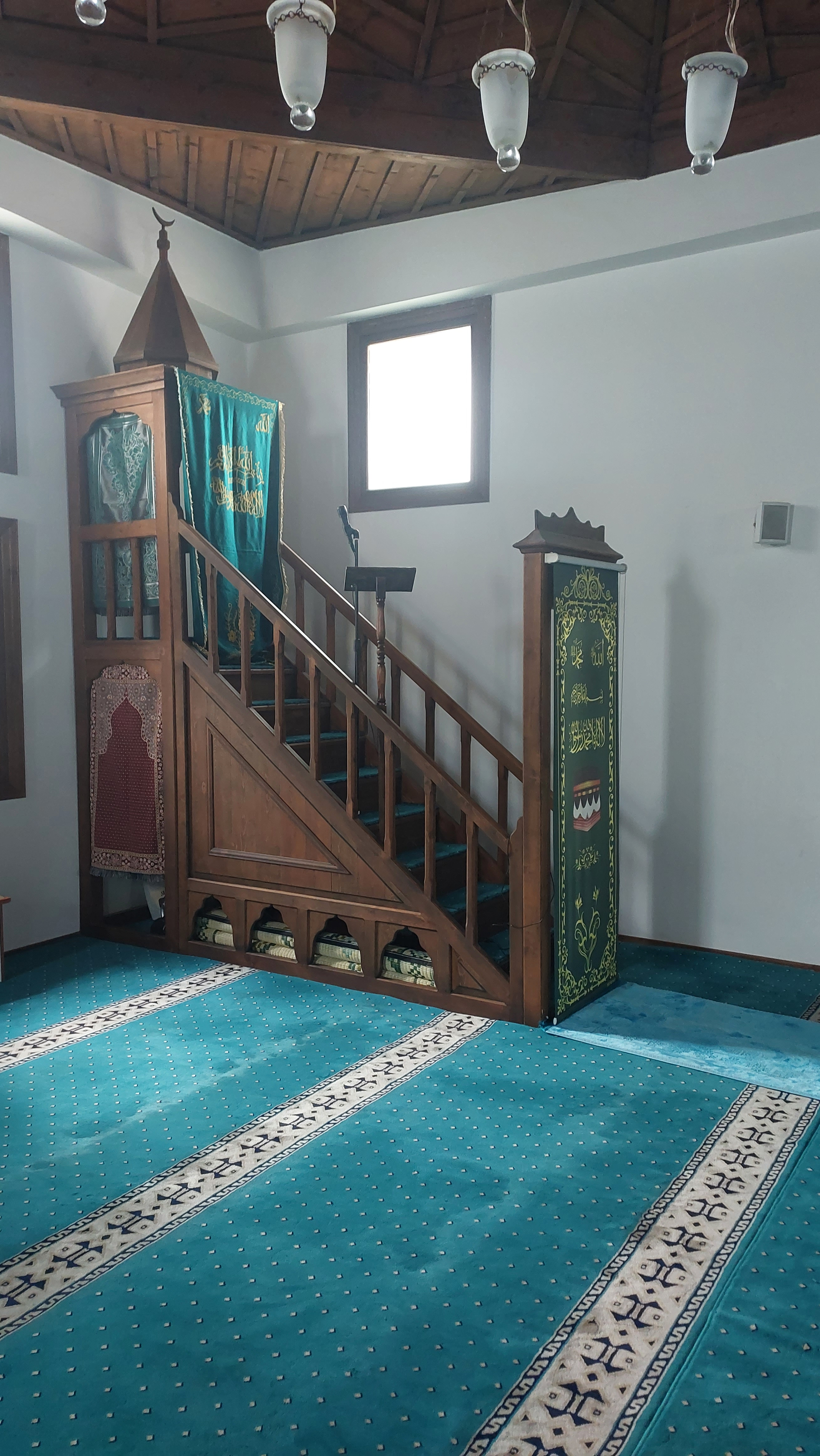
Мінбар